# Tmesisternus pauli
Tmesisternus pauli är en skalbaggsart som först beskrevs av Heller 1897.  Tmesisternus pauli ingår i släktet Tmesisternus och familjen långhorningar.
Artens utbredningsområde är Sulawesi. Inga underarter finns listade i Catalogue of Life.